# Oleiros (La Corogne)
Pour les articles homonymes, voir Oleiros.

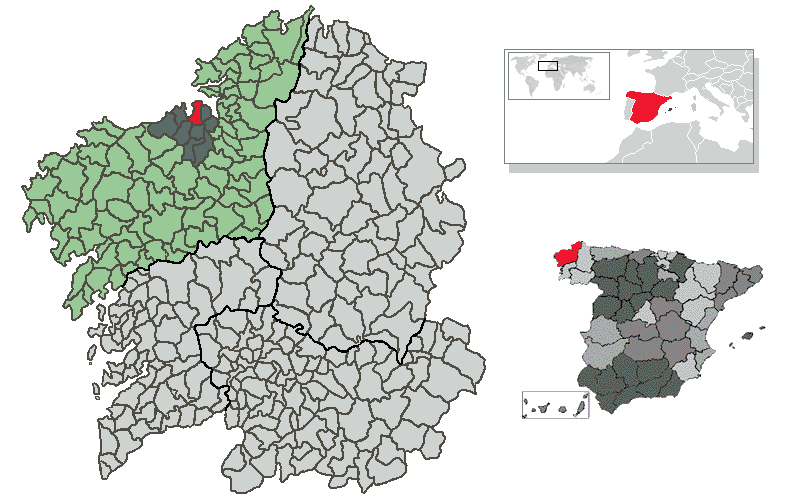
Localisation d'Oleiros

Oleiros est une commune de la comarque de La Corogne, dans la province de La Corogne en Galice (Espagne). Oleiros est composé de neuf paroisses et comptait en 2009 une population de 33 443 habitants.

## Démographie
Source: INE

## Paroisses
Oleiros est composée de 9 paroisses :
- Dejo (es) (Santa María de Dexo en galicien)
  - Lieudits : Aba, A Aldea, A Barreira, O Barreiro, Buínte, Camiño do Raposo, O Campón, A Castañeira, Cepido, Codesal, O Couto, O Cubo, Dexo, A Fontecuba, As Gobernas, A Granxa, Lodeira, Lorbé, O Mollón, Pedregueiras, O Piringuel, Porrido, A Portela, Portelo, O Porto de Dexo, Rasa, Ribela, A Rochela, Sapiñeira, Seixas, Suviña, A Torre, Torrelos et Vigo
- Dorneda (es) (San Martiño de Dorneda en galicien)
  - Lieudits : Abeleiras de Abaixo, Abeleiras de Arriba, A Aguieira, Arillo, Augarrío, A Barreira, O Bosque, Breixo, O Camiño da Poza, O Campo de Abaixo, As Camposeiras, As Castarnelas, O Couto, A Croa, Lourido Grande, Lourido Pequeno, O Monte do Casal, As Pedras, A Proba, O Reguendo, Sisaldo, Talagra, Os Tornos, Vila Clara et Xaz
- Iñas (es) (San Xurxo de Iñás ou San Xorxe de Iñás en galicien)
  - Lieudits : O Campamento, O Campo da Vila, O Campo do Souto, O Caño, O Faro, Fontes, O Monte do Río, Morzán, O Piñeiro, A Raposeira, Os Vilares et A Xesta
- Liáns (es) (Santa Eulalia de Liáns ou Santaia de Liáns en galicien)
  - Lieudits : Babilonia, O Bañil, O Barral, Bastiagueiro, O Camiño de Vieiro, A Capela, Os Carragás, O Castro, O Catasol, A Choupana, Coruxo de Abaixo, Coruxo de Arriba, O Cubo, A Eira de Concha, Eirís, A Ferrala, A Fonte do Espiño, Franzomel, A Gaiteira, Lamastelle, Lóngora, O Loural, Meixón Frío, Montrove, Morouzo, Mosteiro, O Muíño do Vento, O Pazo do Río, Pazos, O Porto de Santa Cruz, Os Regos, Romardeiro, O Seixo, O Souto et Vista Alegre
- Mayanca (es) (San Cosme de Maianca en galicien)
  - Lieudits : Besta, Broño, Cabreira, Canide, O Cantón, Chancela, Coído, A Concheira, A Costa de Santa Ana, A Fieiteira, A Lagoa, Maianca, Mera, O Outeiro, Río do Campo, O Salgueiral et A Xentiña
- Nós (es) (San Pedro de Nós en galicien)
  - Lieudits : A Barcala (gl), O Batán (gl), O Carballo, San Pedro de Nós, Oleiros (gl), O Coroto (gl), A Fortaleza (gl), A Gándara (gl), O Mesón da Auga (gl), O Pinar (gl), San Marcos (gl), Sarro (gl), A Seara (gl), O Seixal (gl), O Valiño (gl), A Veiga (gl), Vilanova (gl) et O Vilar (gl)
- Oleiros (es) (Santa María de Oleiros en galicien)
  - Lieudits : Barreira, Bulleiro, O Castelo, Condús, A Cova, A Covada, Covo, O Cruceiro, A Cruz de Oleiros, A Hedreira, Miraflores, As Pedreiras, A Pezoca, A Picota, O Piñeiro, Pousada, A Rabadeira, O Rabuñeiro, O Real, Río da Loba, O Río, Sueiro, Saltoxo, As Torres et Xubín
- Perillo (es) (Santa Leocadia de Perillo ou Santa Locaia de Perillo en galicien)
  - Lieudits : Bastiagueiro, Perillo et Santa Cristina
- Serantes (es) (San Xulián de Serantes ou San Xián de Serantes en galicien)
  - Agra, A Agra da Pedra, Arán, Beiramar, Canaval, A Canteira, Cividás, Codes, Espiñeiro, Fornos, A Gándara et O Lucín

## Patrimoine artistique et culturel
- Dolmen de Axeitos
- Château de Santa-Cruz

## Plages
Oleiros possède 13 plages (d’ouest en est) :
- Playa de Santa Cristina (paroisse de Perillo)
- Playa de Bastiagueiro grande (paroisse de Liáns)
- Playa de Bastiagueiro pequeña ou Basragueiriño (paroisse de Liáns)
- Playa de Santa Cruz (paroisse de Liáns)
- Playa de Atalaia
- Playa de Naval (paroisse de Dorneda)
- Playa de las Margaritas (paroisses de Breixo et Dorneda)
- Playa de Canide (paroisse de Maianca)
- Playa de Portelo
- Playa de Mera (paroisses de Serantes et Maianca)
- Playas de Espiñeiro (paroisse de Serantes)
- Playa de Canabal (paroisse de Serantes)
- Playa de Dexo (paroisse de Dexo)

## Pointes
Oleiros possède 23 pointes donnant sur la Ría del Burgo (es) ou Ría de la Coruña. Les neuf premières (d’ouest en est) correspondent à des zones urbanisées :
- Punta Fieiteira et phare de Punta Fieiteira
- Punta do Cadavao
- Punta de Boi de Canto
- Punta Camposa
- Punta Canide et Mirador de Punta Canide
- Peña Touro
- Punta de Espiñeiro
- Punta de Bufadoiro
- Punta de Mera et ses deux phares

Les 14 pointes suivantes correspondent à une zone de nature sans construction, le long de laquelle court un sentier côtier, appelée Costa de Dexo-Serantes et déclarée Monument naturel et Site d'importance communautaire :
- Punta Becerro
- Punta Canaval
- Punta de Seixo Branco (pointe du Filon Blanc) et Furna de Regocha (doline)
- Punta de Santo Antón et Furna de Olmo Pequeño (doline)
- Punta Rasa
- Punta Corval
- Punta Purrido
- Punta do Ladrón
- Punta da Roza
- Punta Torrella
- Punta Rabaleira
- Punta Redonda
- Punta Fixón
- Punta Tordeia

## Îles
Il existe une dizaine d’îles et îlots le long de la côte d’Oleiros (d’ouest en est) :

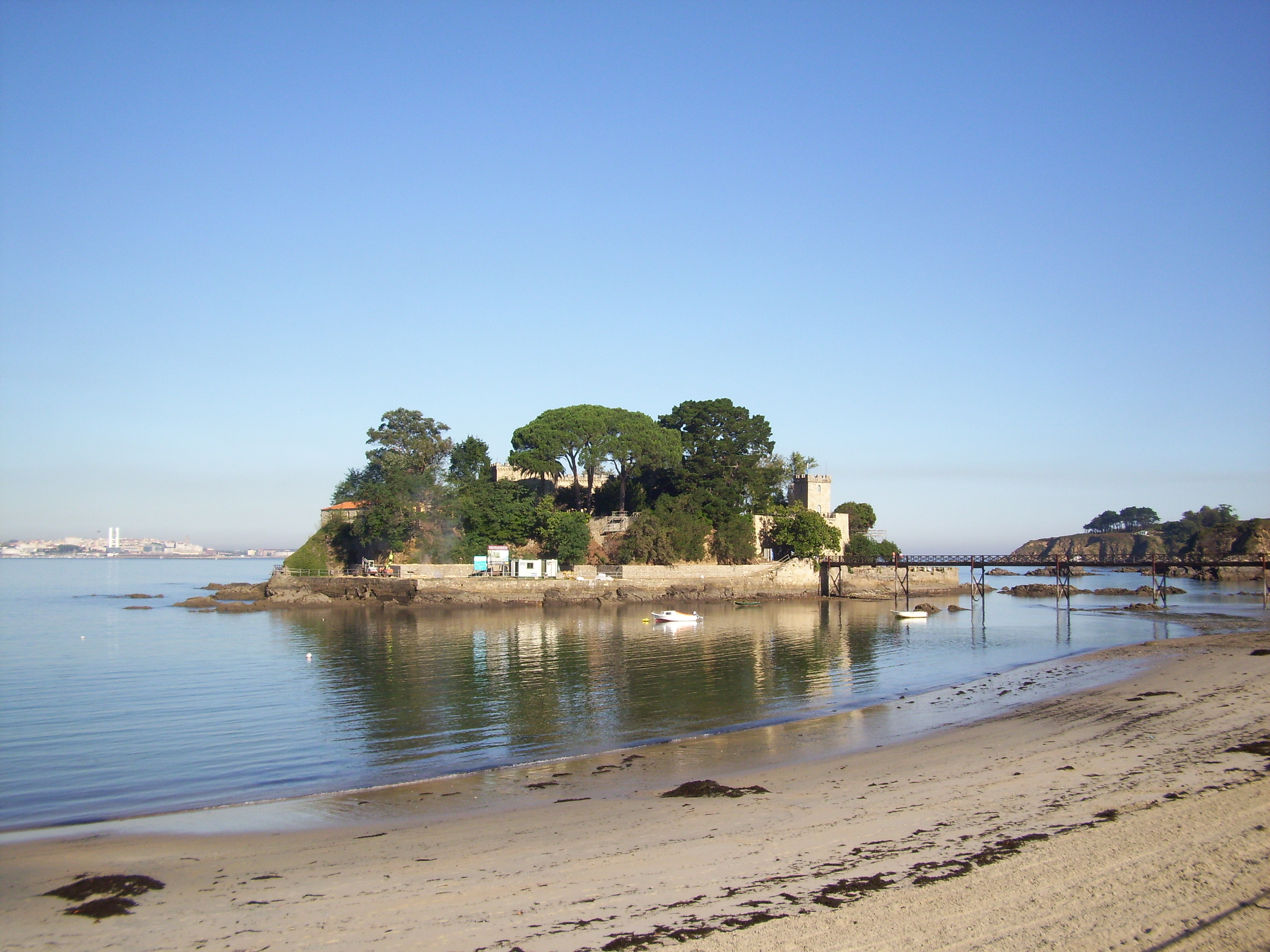
Île et chateau de Santa Cruz

- Île Santa Cruz et Château de Santa Cruz
- Île Castellano
- Île Portelo
- Île O Marolete
- Île de Montemeán
- Île San Antón
- Îlots As Xarredas
- Île A Marola
- Île Corval
- Rocher Roxa

## Personnalités liées à la commune
- Josefa García Segret (1900-1986) : institutrice républicaine espagnole, décédée dans la commune[2].
- Tristana Moraleja (1971-) : personnalité politique de la commune[3].